# Cho Yong-tae
Đây là một tên người Triều Tiên, họ là Cho.
Cho Yong-tae (tiếng Hàn Quốc: 조용태; sinh ngày 31 tháng 3 năm 1986) là một cầu thủ bóng đá Hàn Quốc thi đấu ở vị trí tiền đạo cho Seoul E-Land.

## Sự nghiệp câu lạc bộ
Cho first bắt đầu chơi bóng lúc anh 9 tuổi. Anh từ chối cơ hội gia nhập đội bóng quê nhà, Incheon United, thay vào đó đầu quân cho Suwon Bluewings năm 2005, lúc anh 19 tuổi.
Anh có 3 năm thi đấu cho đội trẻ Suwon trước khi lên đội một vào năm 2008, lúc 21 tuổi. Cho có 20 lần ra sân cho Suwon trong 2 mùa giải (2008 và 2009), ghi 2 bàn thắng. Vào tháng 1 năm 2010 anh chuyển đến Gwangju Sangmu để thực hiện nghĩa vụ quân sự 2 năm.

## Thống kê sự nghiệp
- Chính xác tính đến ngày 14 tháng 11 năm 2011.

| Thành tích câu lạc bộ | Thành tích câu lạc bộ | Thành tích câu lạc bộ | Giải vô địch | Giải vô địch | Cúp     | Cúp       | Cúp Liên đoàn                  | Cúp Liên đoàn                  | Châu lục | Châu lục  | Tổng cộng | Tổng cộng |
| Mùa giải              | Câu lạc bộ            | Giải vô địch          | Số trận      | Bàn thắng    | Số trận | Bàn thắng | Số trận                        | Bàn thắng                      | Số trận  | Bàn thắng | Số trận   | Bàn thắng |
| Hàn Quốc              | Hàn Quốc              | Hàn Quốc              | Giải vô địch | Giải vô địch | Cúp FA  | Cúp FA    | Cúp Liên đoàn bóng đá Hàn Quốc | Cúp Liên đoàn bóng đá Hàn Quốc | Châu Á   | Châu Á    | Tổng cộng | Tổng cộng |
| --------------------- | --------------------- | --------------------- | ------------ | ------------ | ------- | --------- | ------------------------------ | ------------------------------ | -------- | --------- | --------- | --------- |
| 2008                  | Suwon Bluewings       | K League              | 11           | 1            | 0       | 0         | 6                              | 1                              | —        | —         | 17        | 2         |
| 2009                  | Suwon Bluewings       | K League              | 9            | 1            | 1       | 0         | 0                              | 0                              | 4        | 0         | 14        | 1         |
| 2010                  | Sangju Sangmu         | K League              | 12           | 2            | 2       | 1         | 3                              | 1                              | —        | —         | 17        | 4         |
| 2011                  | Sangju Sangmu         | K League              | 8            | 1            | 1       | 0         | 4                              | 0                              | —        | —         | 13        | 1         |
| 2011                  | Suwon Bluewings       | K League              | 2            | 0            | 0       | 0         | —                              | —                              | 0        | 0         | 2         | 0         |
| Quốc gia              | Hàn Quốc              | Hàn Quốc              | 42           | 5            | 4       | 1         | 13                             | 2                              | 4        | 0         | 63        | 8         |
| Tổng                  | Tổng                  | Tổng                  | 42           | 5            | 4       | 1         | 13                             | 2                              | 4        | 0         | 63        | 8         |